# Vicente Vignau Ballester
Vicente Vignau i Ballester (València, 7 de juny de 1834 - Madrid, 30 d'octubre de 1919) fou un historiador, filòleg, gramàtic i metge valencià, acadèmic de la Reial Acadèmia de la Història.

## Biografia
Va estudiar llatí i humanitats en el col·legi valencià de Sant Tomás de Villanueva, on aviat va destacar per la seva superdotada capacitat per a l'estudi i el treball (arribarà a treure's sis carreres, doctorant-se en teologia, drets administratiu, civil i canònic i en medicina, llicenciant-se a més en filosofia i lletres i paleografia i diplomàtica).
En València va seguir la carrera de Teologia en el Seminari Conciliar i es va doctorar en 1855. Trencades les relacions amb la Santa Seu, no va poder ordenar-se i va decidir canviar de rumb i en 1857 es va traslladar a Madrid per cursar dret en la Universitat Central doctorant-se entre 1859 i 1860 en tres drets: administratiu, civil i canònic, simultanejant-los amb els seus estudis a l'Escola Superior de Diplomàtica (1857-1859), on va obtenir el títol d'arxiver-paleògraf. Llavors va obrir bufet d'advocat i hi va treballar quatre anys. En 1860 va començar a servir en el Cos Facultatiu d'Arxivers, Bibliotecaris i Arqueòlegs, en 1861 va rebre el títol de batxiller en Lletres per la Universitat de València i en 1862 va passar a treballar ja com a fix (des de 1860 estava allí com a interí) a la Biblioteca i Arxiu de la Reial Acadèmia de la Història, a la qual va pertànyer com a numerari des de 1898, dins de les comissions d'Arqueologia i de Corts i Furs.
Va aprofitar per llicenciar-se i doctorar-se en Medicina (1869-1872), també a Madrid, sempre amb màximes notes, carrera que també va exercir breu temps, de manera que en 1880 va ser nomenat catedràtic de l'Institut i Hospital homeopático de San José de Madrid. En 1881 va publicar una Gramática del dialecto lemosino i des d'aquest any va exercir a l'Escola Superior de Diplomàtica la càtedra de gramàtica històrica-comparada de les llengües neo-llatines, passant a la Universitat Central el 1900 quan es va suprimir l'escola. Allí va seguir explicant fins a la seva jubilació el 1904 la gramàtica de les llengües romàniques.
Va ser secretari general del Cos d'Arxivers entre altres càrrecs i director de l'Arxiu Històric Nacional entre 1896 i 1908 substituint Francisco González Vera, deixant un molt bon record del seu mandat. Va transcriure i publicar el Cartulario de Eslonza i l'Índice de documentos del monasterio de Sahagún, aquest últim completat amb un Glosario i un Diccionario geográfico on cartografia les possessions del monestir. Va publicar a més molt nombrosos articles principalment en revistes de les seves especialitats, per exemple noranta en la Revista de Archivos, Bibliotecas y Museos i molts altres en el Museo Español de Antigüedades i en el Boletín de la Real Academia de la Historia, exhumant importants i interessants documents d'uns arxius que coneixia tan bé. El 1912, per defunció de Benvingut Oliver i Estellés, es va encarregar de prosseguir fins a la seva mort la publicació de les Cortes de los antiguos reinos de Aragón y Valencia.

## Obres

### Edicions
- Cartulario del Monasterio de Eslonza (1885)

### Treballs històrics i biobibliogràfics
- Índice de Los Documentos del Monasterio de Sahagun: de La Orden de San Benito, y Glosario y Diccionario Geográfico de Voces Sacadas de Los Mismos
- El Archivo Histórico Nacional. Discursos (1898)
- Discursos leídos ante la Real Academia de la Historia. Sobre las fuentes de la historia de España, Madrid: Tip. Tello, 1898.
- Necesidad de reunir en archivo de España de todos los elementos de nuestra historia nacional (discurso 19 junio 1898 en Real Academia de la Historia) Madrid, Imp. Tello,.
- Amb Benvingut Oliver, Cortes de los antiguos reinos de Aragón y Principado de Cataluña, Madrid, 1896-1917.
- Catálogo de las causas contra la fe seguidas ante el tribunal de santo oficio de la Inquisición de Toledo, y de las informaciones genealógicas de los... oficios del mismo..., 1903.
- Índice de pruebas de los caballeros de la real y distinguida Orden española de Carlos III desde su institución hasta el año 1847, 3 vols.
- Índice de pruebas de los caballeros que han vestido el hábito de Calatrava

### Treballs sobre medicina
- Patogenesias abreviadas e indicaciones principales de los medicamentos policrestos, 1888.
- Algunas reflexiones sobre las reformas que reclaman la enseñanza y el ejercicio de la terapéutica (discurso de apertura del curso 1902-3 de la Universidad de Zaragoza), Zaragoza, Impr. Ariño, 1902.

### Treballs filològics
- Com a Pedro Vignau y Ballester [sic], La lengua de los trovadores: Estudios elementales sobre el lemosin-provenzal, seguidos de una traducción de las "Rasos de trobar" y del "Donatz proensals", Madrid: Impr. á gargo [sic] de J. Muñoz, 1865.
- Programa de gramática comparada de las lenguas neolatinas..., 1876
- Programa y apuntes de la asignatura de gramática histórico-comparada de las lenguas neo-latinas, Madrid: Enrique Rubiños, 1889.
- Glosario y diccionario geográfíco de voces sacadas de los documentos del Monasterio de Sahagún, 1874.